# Symplocos pentandra
Symplocos pentandra là một loài thực vật có hoa trong họ Dung. Loài này được Occhioni miêu tả khoa học đầu tiên năm 1974.